# Don Alias
Charles 'Don' Alias (25. prosince 1939, New York City, New York, Spojené státy – 29. března 2006, tamtéž) byl americký jazzový perkusionista, který spolupracoval s mnoha hudebními umělci, mezi které patří Philip Bailey, Miles Davis, Weather Report nebo Blood, Sweat and Tears.

## Diskografie

### Philip Bailey
- Soul on Jazz (Heads Up International, 2002)

### Carla Bley
- Sextet (Watt, 1986-87)
- Fleur Carnivore (Watt, 1988)
- The Very Big Carla Bley Band (Watt, 1990)
- Looking for America (Watt, 2002)

### Miles Davis
- Bitches Brew (Columbia, 1970)
- On the Corner (Columbia 1971)
- Amandla (Warner Bros., 1989)

### Jack DeJohnette
- Oneness (ECM, 1997)

### Joe Farrell
- Penny Arcade (CTI, 1973)

### Dan Fogelberg
- The Innocent Age (Full Moon, 1981)

### Bill Frisell
- Unspeakable (Elektra Nonesuch, 2004)

### Kenny Garrett
- Black Hope (Warner Bros, 1992)

### Elvin Jones
- Merry-Go-Round (Blue Note, 1971)

### Joni Mitchell
- Don Juan's Reckless Daughter (Asylum, 1977)
- Mingus (Asylum, 1979)
- Shadows and Light (Asylum, 1980)

### Jaco Pastorius
- Word of Mouth (Warner Bros., 1980-81)

### Carlos Santana a John McLaughlin
- Love Devotion Surrender (Columbia, 1973)

### James Taylor
- Flag (Columbia, 1979)

### Weather Report
- Weather Report (Columbia, 1971)
- Black Market (Columbia, 1976)